# Узмате Велате
Узма̀те Вела̀те (на италиански: Usmate Velate, на западноломбардски: Öeus Velàa, Оеуз Велаа) е община в Северна Италия, провинция Монца и Брианца, регион Ломбардия. Разположен е на 230 m надморска височина. Населението на общината е 10 019 души (към 2010 г.).
Административен център на общината е градче Узмате (Usmate). До 2004 г. общината е част от провинция Милано.